# Notre-Dame-de-Boisset
Notre-Dame-de-Boisset è un comune francese di 561 abitanti situato nel dipartimento della Loira della regione dell'Alvernia-Rodano-Alpi.

## Società

### Evoluzione demografica
Abitanti censiti